# Ami Harten
Amiram Harten (1946 – 5 de agosto de 1994) foi um matemático estadunidense/israelense. Harten fez contribuições fundamentais para o desenvolvimento de esquemas de alta resolução para a solução de equações diferenciais parciais hiperbólicas. Dentre outras contribuições desenvolveu o esquema total variation diminishing, que dá uma solução livre de oscilações para o fluxo com choques.
Obteve um doutorado na Universidade de Nova Iorque em 1974, orientado por Peter Lax, com a tese The Method of Artificial Compression for Shock and Contact Discontinuity Calculations.
Na década de 1980 Harten desenvolveu juntamente com Björn Engquist, Stanley Osher e Sukumar Chakravarthy os esquemas essencialmente não-oscilatórios (essentially non-oscillatory (ENO) schemes). O artigo sobre ENO, intitulado Uniformly High Order Accurate Essentially Non-oscillatory Schemes, III foi publicado no Journal of Computational Physics, em 1987,
sendo um dos mais citados artigos na área de computação científica. Foi republicado em 1997 no mesmo periódico.
Foi palestrante convidado do Congresso Internacional de Matemáticos em Quioto (1990: Recent developments in shock-capturing schemes).